# Instituto de Educación Superior Tecnológico Público Huaycán
El Instituto de Educación Superior Tecnológico Público Huaycán (siglas: IESTP Huaycán) es una institución de educación superior pública.
Fue creada el 12 de diciembre de 1991, mediante el decreto ley n.º 25368, durante el gobierno del presidente Alberto Fujimori, siendo el primer Director José Luis Rivadeneyra Vicuña. Está ubicada en prolongación 15 de Julio s/n Zona D, en Huaycán, distrito de Ate, provincia de Lima. Cuenta con 667 alumnos y 47 docentes. En 2023 suscribió un convenio de cooperación con la Universidad César Vallejo (UCV).

## Carreras
Las carreras equivalen a tres años de estudios con el grado Profesional Técnico.
- Enfermería técnica[1][14][11]
- Mecánica automotriz[1][14][11]
- Electrónica industrial[1][14][11]
- Computación e Informática[1][14][11]